# Jason Davidson
Jason Alan Davidson (ur. 29 czerwca 1991 w Melbourne) – australijski piłkarz występujący na pozycji obrońcy w klubie Perth Glory oraz w reprezentacji Australii. Znalazł się w kadrze na Mistrzostwa Świata 2014. Syn innego piłkarza, Alana Davidsona.
W dniu 13 lipca 2018 przedstawiciele Perth Glory ogłosili oficjalnie podpisanie rocznej umowy z zawodnikiem. To pierwszy australijski klub w karierze Davidsona.